# Кривошеевка (Белгородская область)
Кривошеевка — село в Прохоровском районе Белгородской области, Россия. Административный центр Кривошеевского сельского поселения.

## История
На земли Дикого поля из сопредельного государства Польши в 30-х годах XVII века началось переселение «черкас». Необходимо было усилить оборону от постоянных  крымско-татарских нападений, для чего возводилась оборонительная линия - Белгородская черта. Государству требовалось больше служивых людей для этой цели, поэтому оно привлекало переселенцев с других земель и государств, давая им льготы. 
Первое упоминание о слободе Кривошеевке Корочанского уезда Курской губернии относится к рубежу 18-19 веков. Это поселение основано на левом, пологом берегу Донецкой Сеймицы потомками «черкас», которые переселились из слобод на берегах Днепра, понадеявшись на льготы от Российского государства в обмен на защиту границы во второй половине XVII века. Однако империя расширялась, границы отодвигались, и казачьи области оказались в глубине страны. После этого льготы отменили, а бывшие казаки стали мало чем отличаться от обычных крестьян.
В 1770-х годах на данной территории появляются поселения оседлого типа, первыми были хутора Журавский и Радьковский, в 1790-х ещё четыре: Кривошеевский, Холодный, Коломыцев, Сетной, которые позднее переросли в слободы.
Свое название Кривошеевка взяла из расположения населенного пункта и лога, находящегося неподалёку:  В устье лога Кривого, справа,  есть небольшой ложок, напоминающий «шею». Именно там и образовалось селение (хутор).
Село Кривошеевка было известно своими базарами, на которых торговые ряды тянулись до километра. Здесь продавали инвентарь, сельскохозяйственные продукты, холсты и прочие товары. Ярмарки проводились как правило 2-3 раза в год: 19 июня (день апостола Иуды), 4 ноября (день Казанской Божьей Матери).  
В 1927 году началось время всеобщей коллективизации, жителей агитировали вступать в колхозы, многих жителей раскулачивали.  
Во время Второй Мировой войны, в дни Курской битвы,  в селе Кривошеевка располагался полевой госпиталь. Так же здесь находилась братская могила, в 1965 году останки 66 советских солдат были перезахоронены и установлен памятник -«Воин».  

## Население
| 2002 | 2010 |
| ---- | ---- |
| 575  | ↘542 |

## Известные уроженцы
- Лиманский, Кузьма Архипович — Герой Советского Союза, получивший это звание за форсирование Днепра в 1943 г. (Битва за Днепр). В Белгороде установлен памятный бюст на Аллее Героев в парке Победы[6].

## Достопримечательности
- Стела на дороге